# Nhóm ngôn ngữ Celt hải đảo
Nhóm ngôn ngữ Celt hải đảo là một nhóm ngôn ngữ Celt phát triển trên đảo Anh và Ireland, trái với các ngôn ngữ Celt lục địa từng hiện diện trên Châu Âu lục địa và Tiểu Á. Mọi ngôn ngữ Celt ngày nay đều nằm trong nhóm hải đảo. Sáu ngôn ngữ Celt hiện đại được chia vào hai nhánh:
- Nhóm ngôn ngữ Goidel: tiếng Ireland, tiếng Man, tiếng Gael Scotland
- Nhóm ngôn ngữ Britton (hay Brython): tiếng Breton, tiếng Cornwall, tiếng Wales